# Hypopyra contractipennis
Hypopyra contractipennis är en fjärilsart som beskrevs av Joannis 1912. Hypopyra contractipennis ingår i släktet Hypopyra och familjen nattflyn. Inga underarter finns listade i Catalogue of Life.